# Бибра (замок)
Бибра (нем. Burg Bibra) — средневековый замок около поселения Бибра (Майнинген) в районе Шмалькальден-Майнинген (район) в земле Тюрингия, Германия. По своему типу относится к замкам на воде.

## История

### Ранний период
Ещё в XII веке представители дворянского рода фон Бибра, происходящего из Франконии, построили в коммуне Грабфельд укреплённую усадьбу на искусственном острове. И сам замок, и возникшее при нём поселение получили имя Бибра. Первое письменное упоминание о крепости относится к 1119 году. В источниках владелец назван как Рубертус де Бибера. От самых старых укреплений сохранились остатки замкового рва. 
Построенный в центре старинного сельскохозяйственного района замок позволял контролировать торговые пути, шедшие с севера на юг в долине реки Верра, между общинами Унтермасфельд и Майнинген. По своему типу Бибра относиться к замкам на воде. Это одна из старейших крепостей не только Тюрингии, но и Германии.
Со временем крепость превратилась в одну из важных королевских резиденций. Во всяком случае в 1486 году замок Бибра имел статус королевского пфальца.

### XVI-XVII века

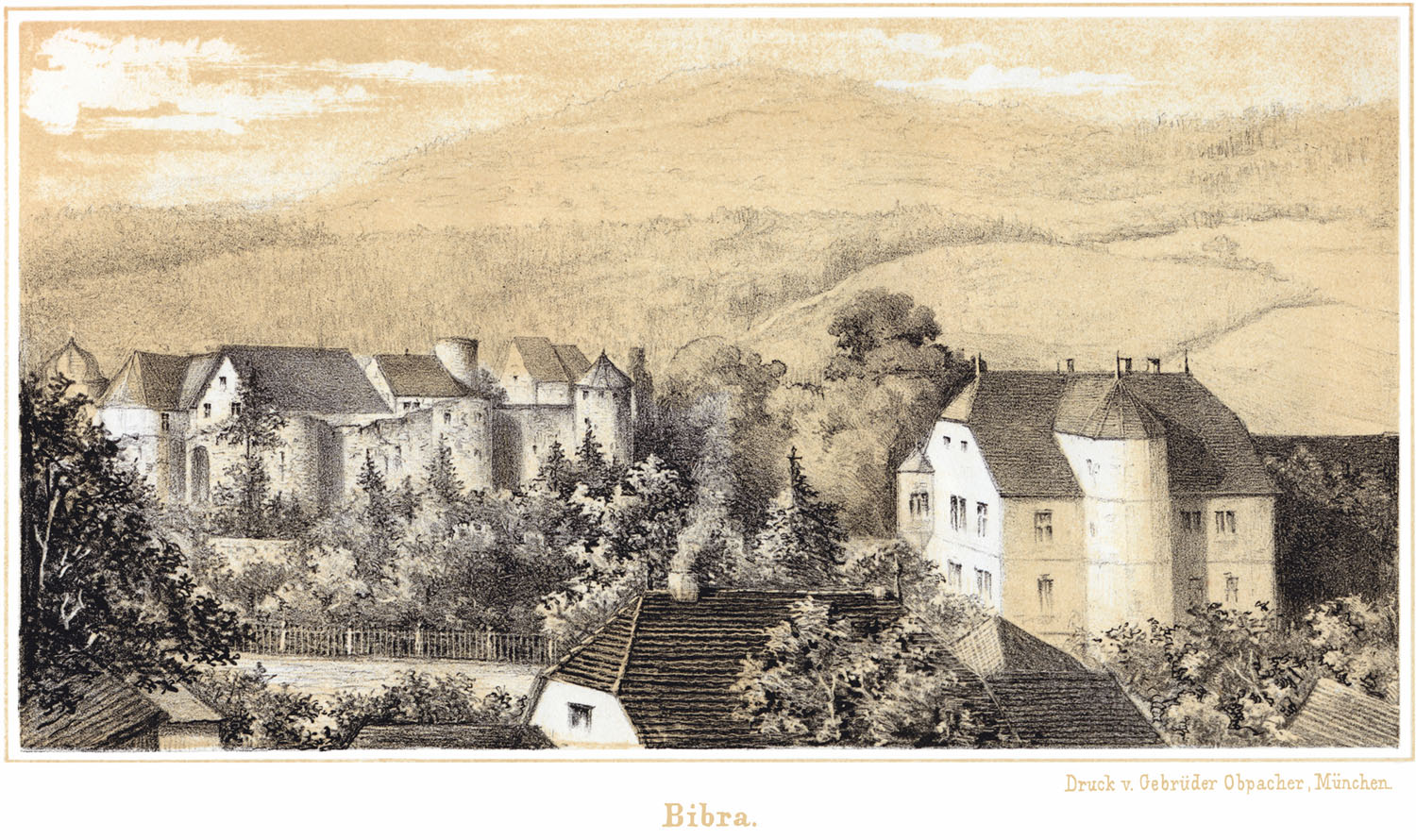
Комплекс Бибра на картине 1870 года

Замок неоднократно подвергался осадам и переходил из рук в руки. Во время Крестьянской войны в 1525 году Бибра был захвачен и разрушен восставшими. Позднее владельцы восстановили замок. Однако во время Тридцатилетней войны комплекс был почти полностью уничтожен. После завершения боевых действий собственники в очередной раз отстроили и реконструировали замок.
От крепости, стоявшей на месте замка в XVI веке, сохранились фрагменты внешней стены и угловые башни. 

### XX-XXI век
На протяжении столетий владельцами замка (также как и нескольких других замков, например Бреннхаузен) оставались представители рода фон Бибра.
После завершения Второй мировой войны родовое владение дворян фон Бибра было национализировано властями ГДР. Однако после воссоединения Германии замок был возвращён прежним собственникам из рода баронов фон Бибра. 
В 2002 году владельцы получили на проведение реставрации замка значительные средства от правительства земли Тюрингия.

## Современное состояние
В одном из сохранившихся зданий комплекса с 1994 года размещается небольшой центр для проведения семинаров. Там предусмотрены комнаты для размещения 17 человек.

## Галерея

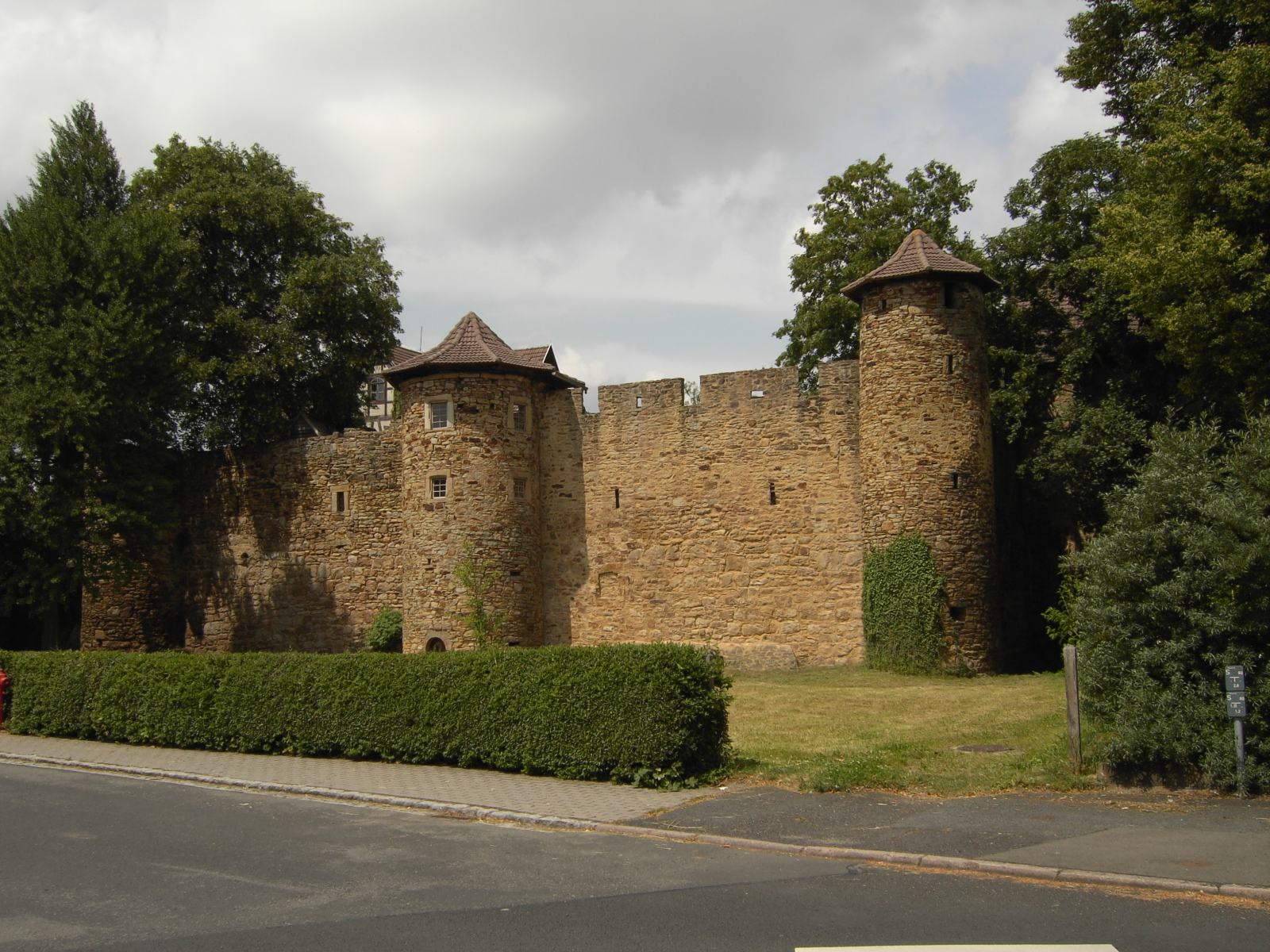
Фрагменты крепостной стены и башен
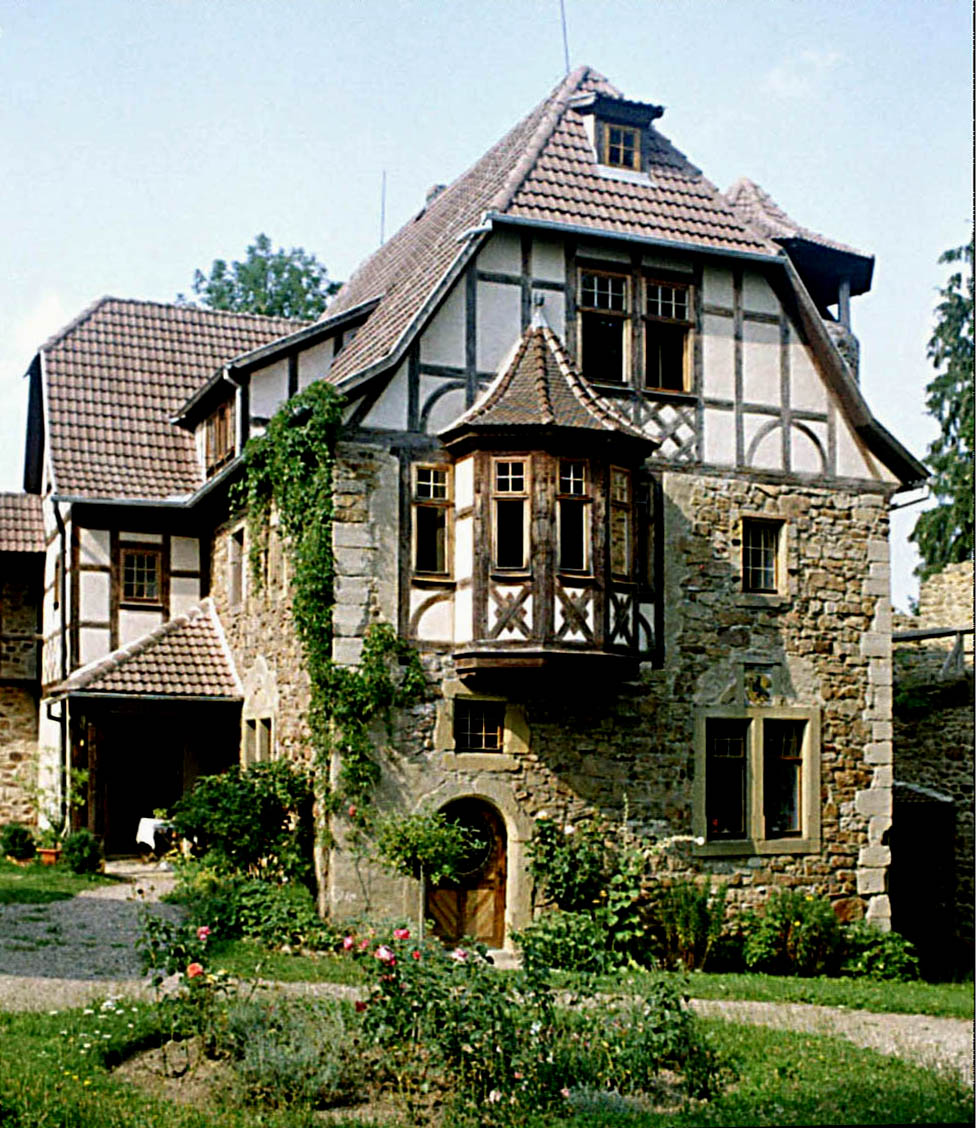
Одно из зданий резиденции
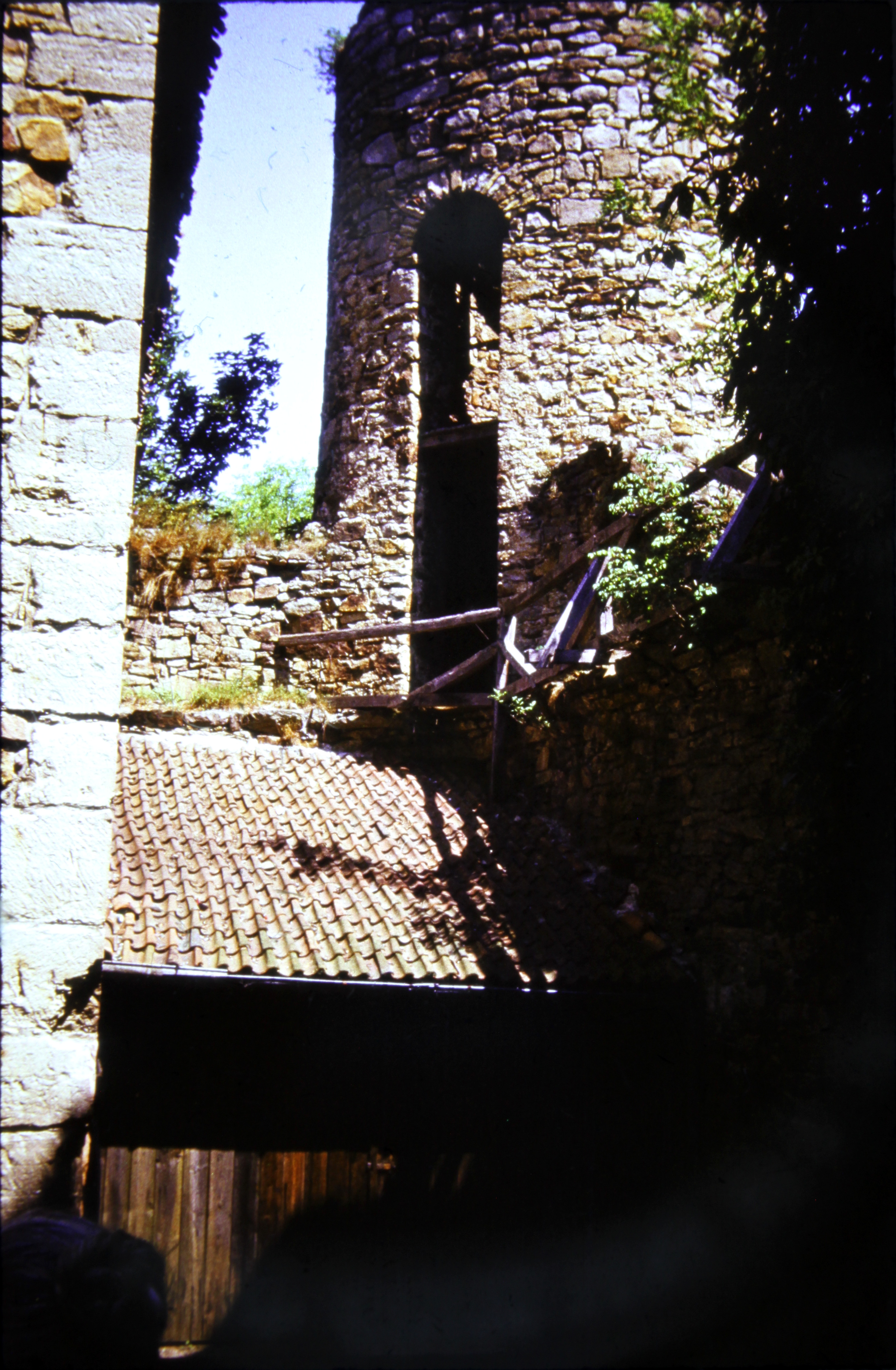
Внутри замка
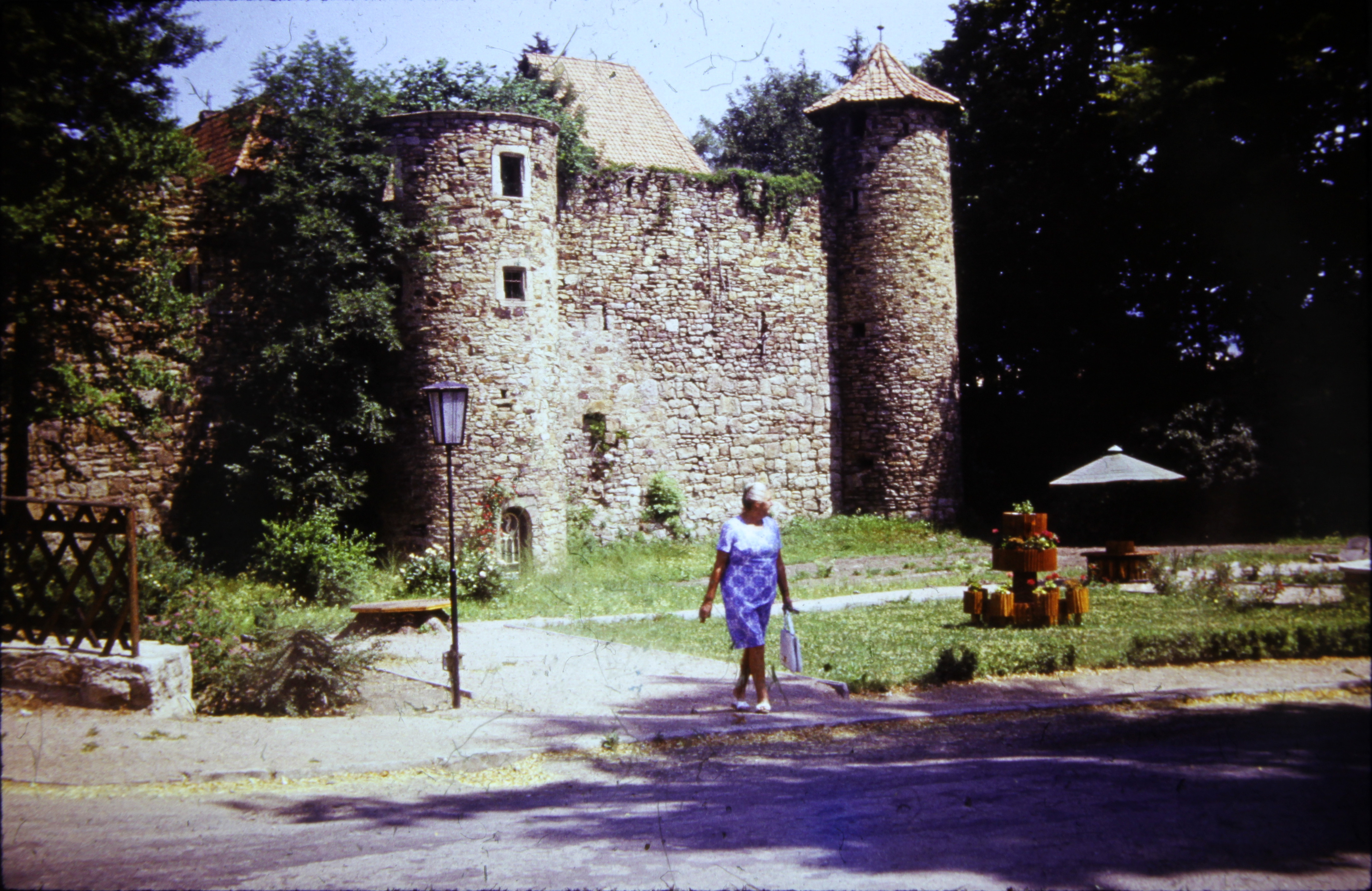
Вид замка на фотографии 1976 года